# القابضة للأدوية والكيماويات والمستلزمات الطبية
الشركة القابضة للأدوية والكيماويات والمستلزمات الطبية أو هولدي فارما هي شركة قابضة حكومية مصرية، تمتلكها وزارة قطاع الأعمال العام، أنشأت في يونيو 1991، وتخضع للقانون 203 لسنة 1991، تعمل في مجال تصنيع واستيراد وتصدير وتوزيع وتجارة الأدوية والكيماويات والمستلزمات والمعدات الطبية.

## الشركات التابعة
تمتلك الشركة القابضة للأدوية والكيماويات والمستلزمات الطبية شركات تابعة هي:
1. النصر للكيماويات الدوائية.
2. ممفيس للأدوية والصناعات الكيماوية.
3. الإسكندرية للأدوية والصناعات الكيماوية.
4. القاهرة للأدوية والصناعات الكيماوية.
5. مصر للمستحضرات الطبية.
6. العربية للأدوية.
7. تنمية الصناعات الكيماوية «سيد».
8. العبوات والمستلزمات الطبية.
9. النيل للأدوية والصناعات الكيماوية.
10. هولدى فارما للتسويق والتصدير.

## الشركات المشتركة
- العربية للأدوية والنباتات الطبية: %7.73
- العربية للزجاج الدوائي (ابجكو): %8.84
- العربية للعبوات الدوائية: %9.82
- العربية للمنتجات الجيلاتينية الدوائية: %18.97
- الوجه القبلي للصناعات الدوائية «سيديكو»: 6.6
- المهن الطبية للأدوية: %15.[5][6]
- المصرية للأبحاث والتطوير: %40
- صندوق مصر للتمويل والاستثمار: %12.5
- المركز الدولي للإتاحة الحيوية والبحوث الصيدلية والاكلينيكية: %23.07
- العربية للمنتجات الحيوية «اراب بيوفاك»: %24 [7]